# Хоменко Володимир Іларіонович
Хоменко Володимир Іларіонович (1923-2009) - радянський військовик часів Другої Світової війни, почесний  громадянин м.Дніпропетровськ (1993).

## Життєпис
У складі 305 Павлоградської штурмової авіаційної дивізії брав участь у звільненні Харкова, Донбаса, Дніпропетровська. 
З 1961 року до виходу на пенсію працював в горном інституті. Потім - голова ради ветеранів України Жовтневого району.
Нагороджений орденами Бойового Червоного Прапора, Червоної Зірки, Вітчизняної війни II ступеня, Богдана Хмельницького і понад 20 медалями,  почесною грамотою Президії Верховної Ради Білоруської РСР. 